# Аллен, Артур Сэмуэль
Артур Сэмуэль Аллен (англ. Arthur Samuel Allen; 10 марта 1894 — 25 января 1959) — австралийский генерал-майор, участник мировых войн.

## Биография
Родился в 1894 году в Сиднее. После школы стал работать клерком в управлении железных дорог штата Новый Южный Уэльс; параллельно стал кадетом резерва Австралийской армии, позднее был зачислен в 39-й батальон резерва. После начала Первой мировой войны был зачислен в Австралийские имперские силы, и в августе 1915 года прибыл в Египет вместе с подкреплениями для 13-го батальона, принял участие в Дарданелльской операции. В марте 1916 года получил звание капитана и был переведён в 45-й батальон. В июне его часть прибыла во Францию и приняла участие в сражении у деревни Позьер (часть битвы на Сомме). Год спустя за выдающиеся действия в Мессинской операции он был награждён орденом «За выдающиеся заслуги» и произведён в майоры. Весной 1918 года он принял участие в отражении последнего немецкого наступления исполняя обязанности командира 48-го батальона. После этого он был отозван в Великобританию на курсы старшего офицерского состава, и через две недели после окончания войны был произведён в подполковники и стал командиром 13-го батальона. Его служба в Австралийских имперских силах завершилась 10 ноября 1919 года.
В межвоенный период Аллен работал бухгалтером, продолжая числиться в армейском резерве, в 1933 году был произведён в полковники, а в 1938 стал бригадиром.
Когда началась Вторая мировая война, то правительство Австралии вновь стало формировать Австралийские имперские силы, и в октябре 1939 года Аллен стал командиром 16-й бригады 6-й дивизии. В 1940 году он с войсками отправился в Северную Африку, принимал участие в сражении за Бардию и осаде Тобрука. Затем австралийцы были переброшены в Грецию, но кампания в Греции сложилась для Британского Содружества неудачно, и им пришлось срочно эвакуироваться назад в Египет. После этого он был поставлен во главе 7-й дивизии, и принял участие в оккупации Сирии и Ливана. В августе 1941 года Артур Аллен получил звание генерал-майора.
В марте 1942 года австралийские войска были возвращены на родину в связи с началом войны с Японией. В августе 1942 года Аллен был отправлен на Новую Гвинею, где отразил японское наступление на Порт-Морсби. Несмотря на успешность его действий, Макартур и Блэми обвинили его в недостаточной энергичности, и 29 октября 1942 года Аллен был отстранён от командования операцией.